# Gomme bichromatée

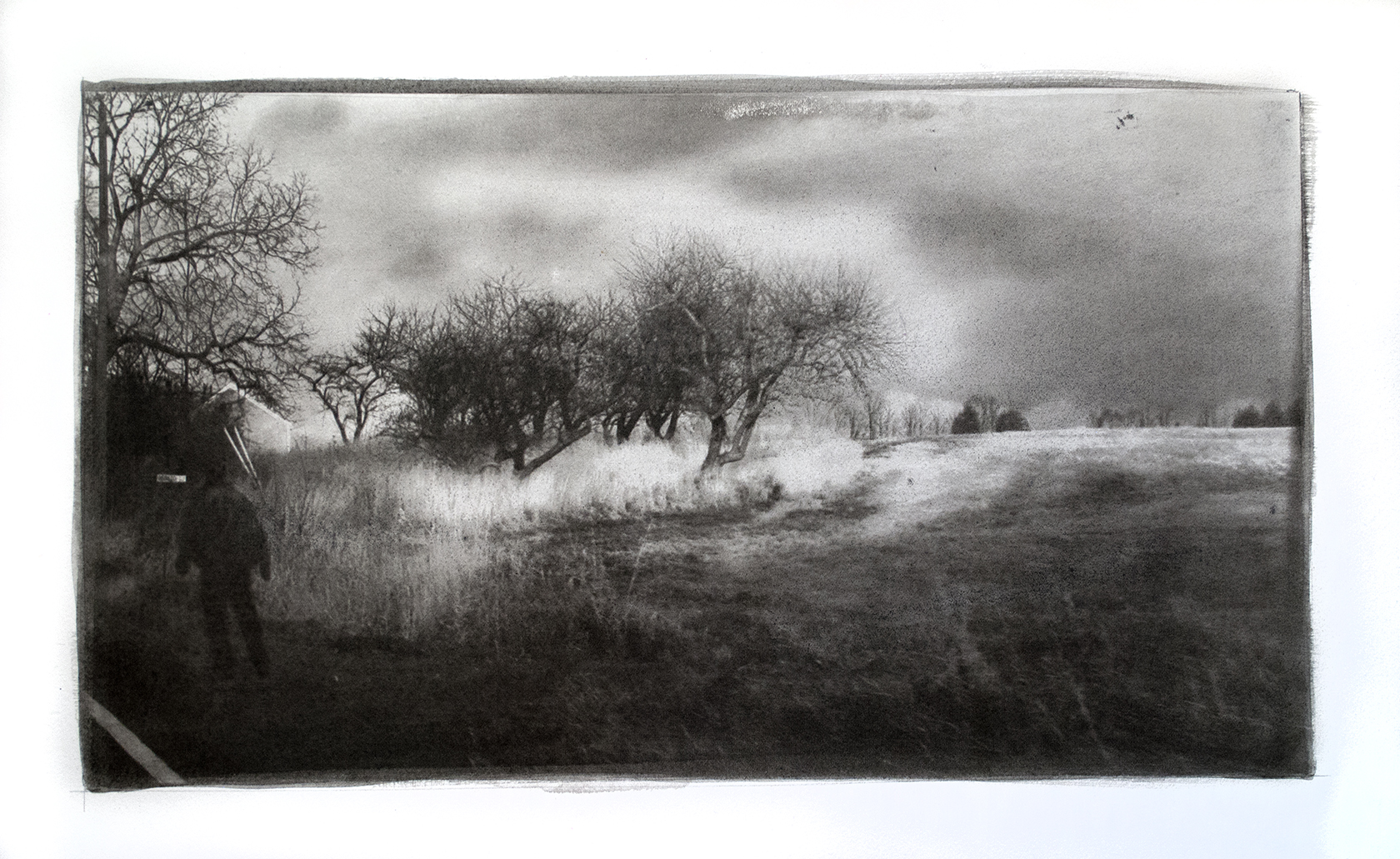
Photographie prise dans les représentant de vieux pommiers.

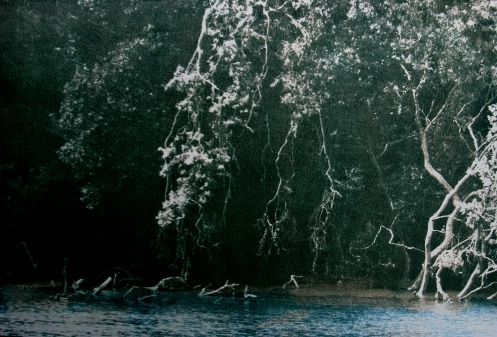
Les bords du Cher.

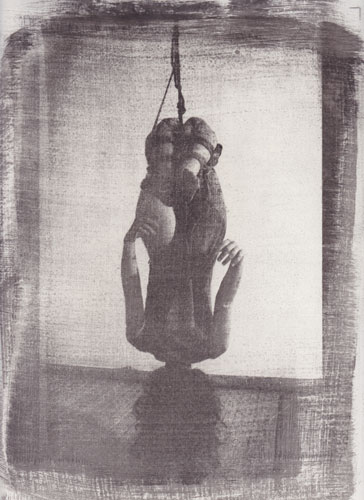
Un « shibari ».

La gomme bichromatée est un procédé photographique non argentique inventé au milieu du XIXe siècle, consistant à utiliser de la gomme arabique et du bichromate de potassium.

## Origine
Côté français, c'est Alphonse Poitevin qui utilise la propriété que possède le bichromate de potassium de rendre insoluble la gomme arabique après exposition à la lumière. C'est vers 1850 qu'il perfectionne ses recherches qui aboutissent en 1855 à la mise au point du procédé au charbon.
Côté anglais, c'est John Pouncy qui présente des épreuves à la London Photographic Society en 1858. Le procédé ne connut pas un succès immédiat à cause de l'absence des demi-teintes.
Le Français Robert Demachy (1859-1936) est l'un des premiers à appliquer le procédé à la gomme bichromatée, en 1895. Il devient alors l'un des chefs de file du mouvement pictorialiste. Partisan de « l’interprétation » en photographie – c’est-à-dire de l'intervention du photographe dans le processus de création de l’image –, il s'oppose à ceux qui considèrent que la photographie doit se contenter de reproduire le réel. Comme tous les pionniers, il expérimente et ses résultats contribuent à donner ses lettres de noblesse à la gomme bichromatée. Demachy publie de nombreux articles sur le sujet ainsi qu'un livre : Le Procédé à la gomme bichromatée ou Photo-aquateinte. Ce procédé occupe également une place centrale dans l'ouvrage qu'il co-écrit en 1906 avec Constant Puyo : Les Procédés d'art en photographie. Dans les années 1890-1910, il connaît son heure de gloire outre-Manche et outre-Atlantique. Alfred Stieglitz lui achète plusieurs photographies et lui consacre un portfolio en 1904 dans la revue qu'il dirige : Camera Work. Demachy ne s'en est pas tenu qu'à la gomme. Il a également expérimenté d'autres procédés pigmentaires, en particulier l'huile et le report d'huile, procédé dont il est l'inventeur. Mais ce sont ses gommes bichromatées qui demeurent la part la mieux connue de son œuvre. En 1914, il cesse progressivement son activité photographique, faute de temps. En 1936, il fait don d'une partie de son œuvre à la Société française de photographie et à la Royal Photographic Society. Dans son ouvrage, il explique avec beaucoup de clarté sa méthode et donne de nombreux détails sur ses choix et son expérimentation. C'est un bon texte de base pour comprendre le procédé, car il sait s'adresser aux débutants. Néanmoins, tant que l'on n'a pas vu une gomme se réaliser, l'apprentissage reste difficile.

## Intérêt du procédé
C'est un moyen d'intervenir directement sur une image, d'en donner une interprétation personnelle.
C'est surtout un procédé qui permet de travailler à la fois avec les outils du peintre et ceux du photographe : les pinceaux, les pigments et les négatifs. L'image obtenue reste stable si l'on respecte quelques règles quant à la qualité du papier et des produits utilisés.
En résumé, c'est une composition d'images obtenue par la superposition successive de chaque couche colorée. Chacune des couches est ensuite insolée et dépouillée dans un bac d'eau. Chaque dépouillement s'effectue avec toute une série d'outils à adapter soi même, ce qui constitue une phase de création indéniable et donc d'interprétation. C'est précisément dans le geste du dépouillement qu'apparaît le caractère singulier de la gomme bichromatée loin du mouvement mécanique et de la reproduction à l'infini. 

## Mise en œuvre
Il suffit de mélanger dans une solution de gomme arabique, du pigment non gras ou de l'aquarelle en tube, de sensibiliser avec une solution saturée du bichromate de potassium (9 %), de coucher ce mélange sur une feuille de papier préalablement gélatinée, après séchage à l'ombre, d'insoler par contact sous un négatif (sous UV naturels ou lampe), de dépouiller dans une cuvette d'eau à 20 °C et à intervenir éventuellement avec un pinceau ou une pissette d'eau pour moduler le résultat final.